# Argent comptant
Pour plus de détails, voir Fiche technique et Distribution.
Argent comptant (Money Talks) est un film américain réalisé par Brett Ratner et sorti en 1997. Il s'agit de son premier long métrage.

## Synopsis
Employé dans une station de lavage, Franklin Maurice Hatchett est un arnaqueur de petite envergure qui refourgue principalement au marché noir des places de concerts et de rencontres sportives. Il doit de l'argent à diverses personnes dont un gangster local, Carmine. La police est informée de ses crimes par James Russell, journaliste d'investigation de Channel 12. Franklin est donc arrêté puis rapidement transporté dans un convoi pénitentiaire. Il y est menotté à un criminel français nommé Raymond Villard. Le bus est peu après attaqué sur un pont par des mercenaires. Ces derniers tuent tous les gardes et prisonniers présents, à l'exception de Franklin et Villard. Parce qu'il est attaché avec Villard, ils décident d'emmener Franklin et ils s'enfuient en hélicoptère. Franklin entend alors Villard et son complice Dubray discuter de l'emplacement d'une cache de diamants volés d'une valeur de près de 15 millions de dollars. Franklin saute ensuite de l'hélicoptère pour échapper à une mort certaine.
De son côté, James Russell ne parvient pas à faire accepter son reportage sur Franklin auprès de son chef, Barclay, et se fait même renvoyer de sa chaine de télévision. En cavale, Franklin se fait repérer par deux policiers car son visage et celui de Villard font désormais la une des journaux télévisés. Les inspecteurs Williams et Pickett rendent ensuite visite à Paula, la petite-amie de Franklin. La nuit venue, ce dernier donne rendez-vous à James dans le port. Le journaliste insiste pour avoir une interview exclusive de Franklin, l'homme que tout le monde recherche à la suite du carnage du bus de prisonniers. James emmène Franklin chez lui et prend contact avec Barclay pour récupérer son job. Il insiste pour garder secret le scoop tout le week-end et veut cacher Franklin jusqu'au lundi suivant. James avait cependant oublié un important rendez-vous avec la famille de sa future fiancée, Grace Cipriani. Contraint de l'emmener avec lui à Beverly Hills chez ses futurs beaux-parents, il fait passer Franklin pour l'un de ses amis de jeunesse. Malgré son insistance, Franklin ne se fait pas prier. Ne faisant pas du tout dans la discrétion, il se fait passer pour le fils du chanteur italo-américain Vic Damone, ce qui ravit Guy, le père de Grace. Franklin appelle ensuite Paula, ignorant que son téléphone est sur écoute. Les inspecteurs Williams et Pickett parviennent donc à le localiser.
Franklin et James quittent ensuite la riche propriété des Cipriani. Ils vont tenter de blanchir le nom de Franklin tout en échappant à la police et à Carmine, qui lui réclame désormais 25 000 $. Ils parviennent à s'introduire discrètement chez Paula. James apprend qu'elle est enceinte de Franklin. Les deux hommes se font finalement repérer par les deux inspecteurs mais parviennent à leur échapper. Franklin et James se rendent ensuite au Red Camel, une boîte de nuit apparemment fréquentée par Dubray. Ils parviennent à le retrouver et décident de le suivre. Mais ils se font repérer et prendre en chasse par le malfrat et ses hommes. Ils se rendent ensuite chez un ami gangster, Aaron, et y récupèrent des armes.
Le lendemain matin, Franklin et James retournent chez les Cipriani, alors que Grace a découvert que James et Franklin étaient recherchés pour meurtre. James tente de la convaincre de son innocence ainsi que celle de Franklin. Pendant ce temps, Franklin embarque le père de Grace à une vente aux enchères de voitures de luxe européennes. Il convoite une Jaguar XK140. Villard et Dubray sont également présents. Le véhicule est en réalité la fameuse cachette des diamants. James est parvenu à retrouver Franklin. Les deux hommes se battent brièvement. Dubray se lance ensuite à la poursuite de Franklin, qui conduit la Jaguar. Dubray provoque un gros accident et laisse Franklin s'échapper. Pendant ce temps, Villard torture James pour savoir où sont les diamants.
Alors que Grace et James sont censés se marier le lendemain, le père de Grace apprend la vérité sur toute l'affaire et est très énervé. De son côté, Franklin parvient enfin à retrouver les diamants cachés dans la Jaguar. Il rejoint ensuite Paula. Villard prend alors contact avec Franklin pour fixer un rendez-vous pour récupérer les diamants. Franklin insiste pour choisir le lieu et l'heure du rendez-vous : le Los Angeles Memorial Coliseum à 3 heures du matin. Il y "convie" également Carmine, Aaron ainsi que les inspecteurs Williams et Pickett. Sur place, Franklin découvre rapidement que Pickett est un ripoux et qu'il est au courant pour les diamants. Le policier abat son collègue alors que les mercenaires de Villard arrivent au stade avec James. Carmine et ses hommes sont également présents. Une énorme fusillade éclate et fait de nombreux morts. Aaron fait notamment le ménage à coup de lance-roquettes. Alors que Villard et ses hommes sont sur le point de tuer Franklin et James, Franklin jette les diamants qui s'éparpillent par terre, alors que la police arrive sur les lieux. Villard s'enfuit avec l'hélicoptère mais James l'avait piégé avec des grenades.
Peu après, James réalise un reportage sur les lieux du crime. Il interviewe Franklin qui clame son innocence face caméra. Ils se rendent ensuite au mariage de Grace et James. Franklin est son témoin et donne l'alliance à James. Celui-ci découvre que Franklin ne s'est en réalité pas débarrassé de tous les diamants.

## Fiche technique
Sauf indication contraire, les informations mentionnées dans cette section peuvent être confirmées par la base de données cinématographiques IMDb,  présente dans la section « Liens externes ».
- Titre francophone : Argent comptant
- Titre original : Money Talks
- Réalisation : Brett Ratner
- Scénario : Joel Cohen et Alec Sokolow
- Musique : Lalo Schifrin
- Photographie : Russell Carpenter et Robert Primes
- Montage : Mark Helfrich
- Production : Chris Tucker et Art Schaeffer
- Sociétés de production : New Line Cinema et Sheen/Michaels Entertainment
- Distribution : New Line Cinema (États-Unis), Metropolitan Filmexport (France)
- Budget : 25 000 000 $[2]
- Pays de production :  États-Unis
- Format : couleur - 2.35:1 - 35 mm - son : DTS / Dolby Digital / SDDS
- Genre : comédie d'action
- Durée : 97 minutes
- Dates de sortie : 
  - États-Unis : 22 août 1997
  - France : 15 juillet 1998

## Distribution
- Chris Tucker (VF : Serge Faliu[3] ; VQ : Gilbert Lachance) : Franklin Hatchett
- Charlie Sheen (VF : Nicolas Marié ; VQ : Daniel Picard) : James Russell
- Heather Locklear (VF : Dominique Dumont ; VQ : Natalie Hamel-Roy) : Grace Cipriani
- Elise Neal (VF : Annie Milon) : Paula
- Paul Sorvino (VF : Mario Santini ; VQ : Yves Massicotte) : Guy Cipriani
- Larry Hankin (VF : Joseph Falcucci) : Roland
- Gérard Ismaël (VF : Daniel Sarky) : Raymond Villard
- Paul Gleason (VF : Pierre Dourlens ; VQ : Mario Desmarais) : le lieutenant Bobby Pickett
- Michael Wright (VF : Jean-Paul Pitolin ; VQ : James Hyndman) : Aaron
- Damian Chapa (VF : Daniel Lafourcade ; VQ : Jean-Luc Montminy) : Carmine
- Veronica Cartwright (VF : Pascale Jacquemont[3]) : Connie Cipriani
- Frank Bruynbroek (VF : Éric Etcheverry) : Dubray
- Faizon Love (VF : Marc Alfos) : le camarade de cellule
- David Warner (VF : Claude Giraud ; VQ : Edgar Fruitier) : Barklay
- Viveca Paulin (VF : Deborah Perret) : la commissaire priseur
- Daniel Roebuck (VF : Jean-Michel Farcy) : le détective Williams
- Frank Bruynbroek (VF : Éric Etcheverry) : Dubray

## Production
Le tournage a lieu à Los Angeles, Beverly Hills, en Californie du Sud.

## Bande originale
La musique du film est composée par Lalo Schifrin. L'album de la bande originale publié par Arista Records contient cependant des chansons d'artistes rap et R'n'B. On peut entendre dans le film le morceau If You Want Me to Stay de Sly and the Family Stone.
| Liste des titres | Liste des titres                                                       | Liste des titres                                   | Liste des titres | Liste des titres | Liste des titres | Liste des titres | Liste des titres | Liste des titres | Liste des titres |
| No               | Titre                                                                  | Producer(s)                                        | Durée            |                  |                  |                  |                  |                  |                  |
| ---------------- | ---------------------------------------------------------------------- | -------------------------------------------------- | ---------------- | ---------------- | ---------------- | ---------------- | ---------------- | ---------------- | ---------------- |
| 1.               | Avenues (interprété par Refugee Camp All-Stars, Pras & Ky-Mani Marley) | - Pras - Jerry Duplessis (co.) - Wyclef Jean (co.) | 4:18             |                  |                  |                  |                  |                  |                  |
| 2.               | My Everything (interprété par Barry White & Faith Evans)               | Stevie J                                           | 4:11             |                  |                  |                  |                  |                  |                  |
| 3.               | No Way Out (interprété par Puff Daddy, Black Rob & Kelly Price)        | - Nashiem Myrick - Sean "Puffy" Combs              | 3:43             |                  |                  |                  |                  |                  |                  |
| 4.               | A Dream (interprété par Mary J. Blige)                                 | Rodney Jerkins                                     | 5:02             |                  |                  |                  |                  |                  |                  |
| 5.               | Money Talks (interprété par Lil' Kim & Andrea Martin)                  | Timbaland                                          | 5:06             |                  |                  |                  |                  |                  |                  |
| 6.               | Penetration (interprété par Next & Naughty by Nature)                  | - Karen Lighey - KayGee                            | 4:34             |                  |                  |                  |                  |                  |                  |
| 7.               | Tell Me How You Want It (interprété par SWV)                           | - Clanz - Organized Noize                          | 4:54             |                  |                  |                  |                  |                  |                  |
| 8.               | Everyday (interprété par Angie Stone & Devox)                          | - Russell Elevado - Gerry DeVeaux (co.)            | 3:30             |                  |                  |                  |                  |                  |                  |
| 9.               | Keep It Bubblin' (interprété par Brand Nubian)                         | Grand Puba                                         | 4:43             |                  |                  |                  |                  |                  |                  |
| 10.              | The Teaching (interprété par Me'Shell NdegéOcello)                     | - David Gamson - Meshell Ndegeocello (co.)         | 3:48             |                  |                  |                  |                  |                  |                  |
| 11.              | Feel So Good (interprété par Ma$e)                                     | - Deric "D-Dot" Angelettie - Sean "Puffy" Combs    | 4:01             |                  |                  |                  |                  |                  |                  |
| 12.              | Things Just Ain't the Same (interprété par Deborah Cox)                | Andre Evans                                        | 3:38             |                  |                  |                  |                  |                  |                  |
| 13.              | Back in You Again (interprété par Rick James & Lil' Cease)             | - Daniel LeMelle - Jermaine Dupri - Rick James     | 4:06             |                  |                  |                  |                  |                  |                  |
| 14.              | The Real Thing (interprété par Lisa Stansfield)                        | - Ian Devaney - Peter Mokran (co.)                 | 4:19             |                  |                  |                  |                  |                  |                  |
| 15.              | You're the First, the Last, My Everything (interprété par Barry White) | Barry White                                        | 4:33             |                  |                  |                  |                  |                  |                  |
| 1:04:26          |                                                                        |                                                    |                  |                  |                  |                  |                  |                  |                  |

## Sortie et accueil

### Critique
Le film reçoit des critiques globalement mitigées. Sur le site d'agrégation de critiques Rotten Tomatoes, le film n'obtient que 16% d'avis favorables, pour 19 critiques et une note moyenne de 4⁄10.

### Box-office
Produit pour un budget de 25 millions de dollars, le film récolte 48 millions de dollars au box-office mondial.
| Pays ou région     | Box-office      | Date d'arrêt du box-office | Nombre de semaines |
| ------------------ | --------------- | -------------------------- | ------------------ |
| France             | 153 552 entrées | -                          | -                  |
| États-Unis, Canada | 40 922 619 $    | 25 septembre 1997          | 5                  |
| Total mondial      | 48 552 390 $    | -                          | -                  |